# Józef Macichowski
Józef Macichowski (ur. 25 września 1906 w Jezioranach w gminie Warkowicze, zm. 24 kwietnia 1978) – polski inżynier leśnictwa, poseł na Sejm PRL II, III, IV i V kadencji.

## Życiorys
Uzyskał tytuł inżyniera leśnictwa na Wydziale Rolniczo-Leśnym Uniwersytetu Poznańskiego. Od 1933 zatrudniony był w Dyrekcji Lasów Państwowych w Łucku. Na stopień podporucznika został mianowany ze starszeństwem z 1 stycznia 1936 i 113. lokatą w korpusie oficerów rezerwy piechoty.
W czasie wojny obronnej walczył na stanowisku dowódcy kompanii gospodarczej 24 Pułku Piechoty. Nad Wisłą dostał się do niewoli niemieckiej, do stycznia 1945 przebywając w oflagu. Był jeńcem Oflagu X C Lubeka, a od 20 kwietnia 1942 II-C, nr jeńca 93. 
Po wojnie pracował w organizujących się Lasach Państwowych – początkowo w Łodzi, a następnie w Krakowie. 1 czerwca 1951 przeniesiono go do Szczecinka, gdzie został mianowany dyrektorem Koszalińskiego Okręgu Lasów Państwowych. Od 1956 był pierwszym dyrektorem Biura Urządzenia Lasu i Projektów Leśnictwa. Należał do licznych organizacji społecznych i zawodowych. Był działaczem Ligi Ochrony Przyrody, Towarzystwa Przyjaźni Polsko-Fińskiej czy Koszalińskiego Towarzystwa Społeczno-Kulturalnego. Był także członkiem Ogólnopolskiego Komitetu Frontu Jedności Narodu oraz przewodniczącym Wojewódzkiego Komitetu FJN w Koszalinie. Zasiadał w Radzie Naukowej Słowińskiego Parku Narodowego.
W 1957, 1961, 1965 i 1969 uzyskiwał mandat posła na Sejm PRL z ramienia Polskiej Zjednoczonej Partii Robotniczej w okręgu Szczecinek. Przewodniczył Komisji Leśnictwa i Przemysłu Drzewnego w II i III kadencji, następnie w IV i V był jej zastępcą przewodniczącego. Ponadto w trakcie III, IV i V kadencji zasiadał w Komisji Handlu Zagranicznego. Był pierwszym parlamentarzystą szczecineckim.

## Upamiętnienie
Od maja 2004 jego imię nosi sala konferencyjna Starostwa Powiatowego w Szczecinku.

## Ordery i odznaczenia
- Krzyż Oficerski Orderu Odrodzenia Polski
- Złoty Krzyż Zasługi
- Srebrny Krzyż Zasługi
- Medal Zwycięstwa i Wolności 1945
- Odznaka 1000-lecia Państwa Polskiego (1966)[5]
- Komandor Orderu Lwa Finlandii